# Рябев, Александр Сергеевич
Александр Сергеевич Рябев (род. 24 августа 1988) — российский хоккеист, нападающий. Мастер спорта России (2008).

## Биография
Начинал играть в Череповце, воспитанник ярославского «Локомотива», с сезона 2004/05 играл за «Локомотив-2» в первой лиге. В сезоне 2006/07 дебютировал за «Локомотив» в Суперлиге, провёл два матча в сезоне КХЛ 2008/09, после чего перешёл в «Капитан» Ступино. Сезон 2009/10 провёл в аренде в подольской «Рыси», концовку отыграл в орском «Южном Урале». Летом 2010 года был на просмотре в «Сибири». В течение четырёх сезонов выступал за команду ВХЛ «Саров», два сезона играл за «Ариаду» Волжск. В сезоне 2016/17 не выступал, в сезоне 2017/18 играл во французском клубе «Кан», куде годом ранее перешёл его одноклубник по «Локомотиву» и «Сарову» Игорь Зубов.
Участник чемпионата мира среди юниоров 2006.